# Manuel Butumites
Manuel Butumites (en griego: Μανουὴλ Βουτουμίτης, 1086-1112) fue un destacado general bizantino y diplomático durante el reinado de Alejo I Comneno. Fue también uno de los más decididos partidarios de este. Desempeñó un papel determinante en la recuperación de Nicea por los bizantinos, que se la arrebataron a los selyúcidas, y en la reconquista de Cilicia, y llevó a cabo varias misiones diplomáticas ante los jefes cruzados, como enviado del emperador.

## Primeras campañas contra los selyúcidas

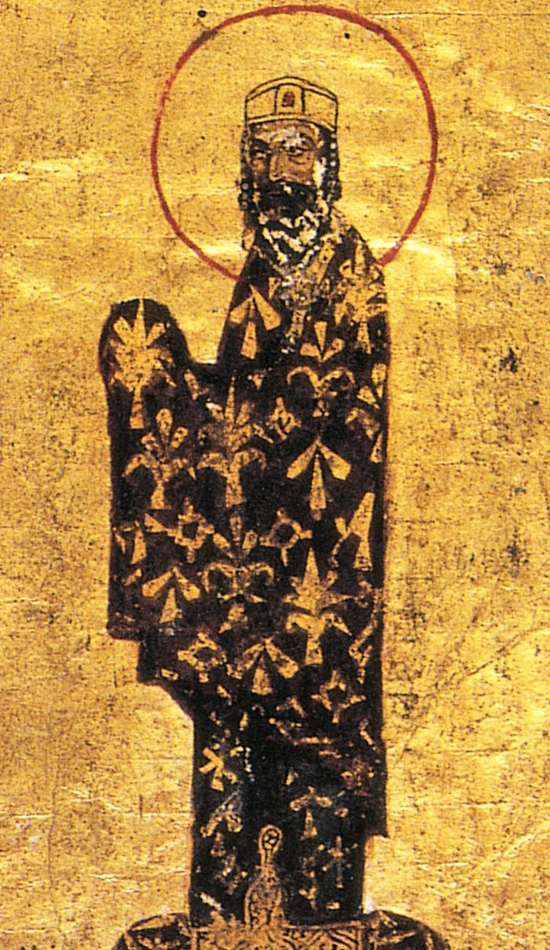
Miniatura de Alejo I Comneno, del que Botumites fue uno de los más leales generales.

La primera mención de Manuel Butumites data del 1075. Por entonces mandaba a los hombres de la tropa personal de Miguel Maurex y se indica que era originario de Paflagonia. Butumites aparece en la Alexiada de Ana Comneno en el 1086, cuando se lo nombró dux de la Armada bizantina, antes de que se lo enviase contra Abu'l Qasim, el gobernador autónomo selýucida de Nicea. Este último se aprestaba a enviar una flota al mar de Mármara para enfrentarse a la bizantina, choque que Alejo deseaba evitar y razón por la que confió esta misión a Butumites, mientras que mandaba a la vez a Tatikios que acometiese a los turcos por tierra. Los generales bizantinos consiguieron destruir la flota turca y obligaron a Abu'l Qasim a replegarse a Nicea, donde concluyó una tregua con los bizantinos.
Más tarde, en 1092, después de la victoria del megaduque Juan Ducas frente al emir Tzacas de Esmirna, se entregó a Butumites y Alejandro Euforbeno como rehenes al emir mientras este evacuaba la isla de Lesbos, para garantizar que durante la maniobra no sería atacado por los bizantinos. Poco después, se envió a Ducas y a Butumites a reprimir las rebeliones de Carices en Creta y de Rapsomates en Chipre. Comenzaron por aplastar la revuelta del primero para luego dirigirse hacia Chipre, de la que se apoderaron rápidamente. Rapsomates salió de la fortaleza de Kyrenia para enfrentarse a ellos, pero Butumites logró que algunos de sus soldados desertasen, lo que hizo que Rapsomates se decidiese finalmente a huir. Butumites lo persiguió y lo atrapó en la iglesia de la Santa Cruz, en la que el rebelde se había refugiado. A cambio de la promesa de conservar la vida, Rapsomates se rindió y Butumites lo entregó a Ducas. Durante su estancia en Chipre, la tradición afirma que fundó el monasterio de Kikkos.

## Primera Cruzada y asedio de Nicea
Butumites era uno de los generales que más apreciaba Alejo. Ana Comneno lo describe como el único confidente del emperador. Por ello, desempeñó un papel principal en las delicadas negociaciones con los jefes de la primera cruzada. En el 1096, se lo envió a escoltar a Hugo de Vermandois, que había naufragado en las costas bizantinas, de Dirraquio a Constantinopla y, en 1097, condujo un pequeño contingente que acompañó al ejército cruzado en su campaña contra los turcos en Anatolia.

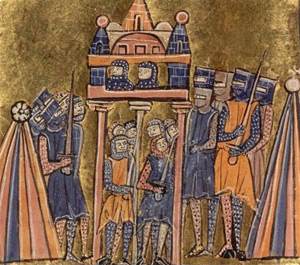
El sitio de Nicea. Butumites tuvo un papel principal en la rendición de la ciudad.

El primer obstáculo en el camino de la cruzada era la ciudad de Nicea, la capital de los selyúcidas, que fue asediada. Butumites había recibido órdenes de asegurarse de que la ciudad se rindiese a los bizantinos, y no a los cruzados, para garantizar su recuperación por el imperio. Desde el principio del cerco, trató de convencer a los selyúcidas de que se rindiesen, y les envió varias cartas con este propósito. Les prometió amnistía y a la vez amenazó con una gran matanza en caso de que los cruzados tomasen la población por asalto. Los turcos aceptaron negociar y le permitieron entrar en la ciudad. Sin embargo, dos días más tarde, cuando llegó la noticia de la llegada de refuerzos enviados por Kilij Arslan, los turcos expulsaron al general bizantino. No obstante, los refuerzos turcos fueron derrotados y un contingente imperial mandado por Butumites cortó la vía de acopio de agua de la ciudad, que pasaba por el lago de İznik. Finalmente, dos mil soldados bizantinos dirigidos por Tatikios llegaron para unirse a los cruzados y los habitantes de la ciudad se decidieron a aceptar los términos de rendición fijados por Alejo. Butumites fue recibido en Nicea y mostró la bula de oro imperial que ofrecía condiciones generosas a los sitiados, así como honores a la mujer y a la hija del sultán, que se encontraban allí. Butumites mantuvo en secreto el acuerdo y organizó con Tatikios un nuevo asalto conjunto de bizantinos y cruzados, durante el cual se pactó que los primeros se apoderasen de la ciudad. El plan funcionó y el día de la acometida final, aunque el ataque estaba previsto para el amanecer, los bizantinos penetraron antes en la urbe por las puertas que daban al lago e izaron sus estandartes en las murallas, mientras los cruzados todavía se hallaban en el exterior.
Aunque los cruzados aceptaron el hecho consumado, el resultado del asedio debilitó la alianza entre ellos y los bizantinos. Los jefes cruzados se sentían burlados por sus aliados, que les habían impedido saquear Nicea como esperaban como pago a las bajas sufridas durante los combates con la fuerza de socorro turca. El resentimiento era todavía mayor entre los soldados rasos, a los que se había privado de botín y que se hallaban indignados por el trato respetuoso que los bizantinos dispensaban a los prisioneros musulmanes. Después de la caída de la ciudad, se nombró a Butumites dux de esta. Logró mantener bajo control a los soldados cruzados, aún deseosos de obtener botín, autorizándolos a penetrar en la ciudad únicamente en grupos pequeños, de diez personas, y apaciguó a sus jefes mediante regalos, al tiempo que se aseguró de que siguiesen respetando el juramento de lealtad a Alejo. Persuadió también a algunos de los cruzados para que se alistasen en el Ejército bizantino, pasasen a la guarnición de la ciudad y participasen en la reparación de las murallas.

## Misiones entre los cruzados
En el 1099, se lo envió desde Chipre con la misión de firmar la paz con Bohemundo I de Antioquía, pero este lo mantuvo cautivo durante unos quince días, sin darle oportunidad de negociar con él. Algunos años más tarde (hacia el 1103), se sabe que Butumites acaudilló un gran ejército encargado de defender Cilicia frente a Bohemundo. Tras la conquista de Antalya, los bizantinos se apoderaron de Marash y de su comarca. Butumites dejó en esta una gran fuerza militar al mando de Monastras para defender la provincia y volvió a Constantinopla.
En el 1111-1112, se lo envió al reino latino de Jerusalén para granjearse su apoyo contra Tancredo de Altavilla, el regente de Bohemundo en Antioquía, que se negaba a someterse al Tratado de Devol de 1108, por el que el Principado de Antioquía pasaba a ser vasallo de Bizancio. Desde Chipre, Butumites zarpó hacia Trípoli. Según la Alexiada, el conde local, Beltrán de Tolosa, aceptó inmediatamente unirse a las fuerzas imperiales contra Tancredo. Se mostró dispuesto incluso a rendir homenaje a Alejo cuando este llegase a asediar Antioquía. A continuación, se enviaron embajadores bizantinos a Balduino I, el rey de Jerusalén, que asediaba por entonces la ciudad de Tiro. Butumites intentó persuadirlo de apoyar al imperio ofreciéndole abundante oro y haciendo diversas declaraciones exageradas, como que Alejo se encontraba ya de camino a Oriente y había alcanzado Seleucia. Sin embargo, Balduino descubrió la falsedad de estas afirmaciones y comenzó a desconfiar de Butumites. Fingió estar de acuerdo en atacar a Tancredo a condición de recibir por adelantado las sumas que le habían prometido. No obstante, Butumites, adivinando las intenciones del rey, se negó a aceptar sus exigencias. Así, la misión diplomática acabó en fracaso; Butumites abandonó Jerusalén y regresó a Constantinopla desde Trípoli.